# Textverständlichkeit
Textverständlichkeit beschreibt die Verständlichkeit eines Textes. Sie kann definiert werden als die Anpassung einer zusammenhängenden, sprachlichen (im weiteren Sinn auch gesprochenen) Äußerung an den oder die jeweiligen Leser oder Hörer bzw. Rezipienten. Die Textverständlichkeit wird nicht nur von Merkmalen des Textes (z. B. Vokabular, Satzkomplexität, Textinhalt, Gliederung, Typografie), sondern auch von Merkmalen des Rezipienten (z. B. Sprachkompetenz, relevantes Vorwissen, thematisches Interesse) beeinflusst. Hinzu kommen Merkmale des Kommunikators (z. B. Schreib- bzw. Sprechstil) und des Übertragungskanals (z. B. Hintergrundgeräusche), sowie situative Faktoren (z. B. Konzentration und Motivation des Lesers bzw. Hörers).

## Forschung
Die Textverständlichkeitsforschung beschäftigt sich seit den 1920er Jahren mit dem Zusammenhang von Textmerkmalen und Textverarbeitung. Inhaltlich konzentrierte sie sich dabei bislang v. a. auf die Bereiche didaktische Kommunikation, Medienkommunikation, Rechts- und Verwaltungskommunikation, medizinische Kommunikation, Wissenschaftspublizistik sowie der Kommunikation in Industrie und Wirtschaft. Hierbei handelt es sich um Bereiche, in denen die Problematik der Experten-Laien-Kommunikation immer wieder zu Verständlichkeitshürden führt. Die methodische Entwicklung der Textverständlichkeitsforschung lässt sich anhand von vier Entwicklungslinien beschreiben:
1. Entwicklung von Ansätzen, die formale Eigenschaften der Textoberfläche berücksichtigen, hin zu Ansätzen, die Semantik und Textinhalt berücksichtigen;
2. Entwicklung von empirisch-induktiven Verfahren hin zu theoretisch-deduktiven Verfahren;
3. Entwicklung von Ansätzen, die Verständlichkeit als textimmanente Eigenschaft betrachten, hin zu Ansätzen, die Verständlichkeit als Ergebnis einer Interaktion von Text- und Rezipientenmerkmalen ansehen;
4. Entwicklung von Ansätzen mit anwendungsbezogener Zielsetzung hin zu Ansätzen, bei denen die Theorieentwicklung im Vordergrund steht.

Auf dieser Grundlage lassen sich in der amerikanischen und deutschen Texterständlichkeitsforschung vier zentrale Verständlichkeitskonzepte unterscheiden:
1. der Ansatz der Lesbarkeitsforschung;
2. das Hamburger Verständlichkeitskonzept von Langer u. a.;
3. der interaktionale Ansatz von Groeben;
4. der prozedurale Ansatz von Kintsch u. a.

### Lesbarkeitsforschung
In den 1920er Jahren entwickelte sich mit der Lesbarkeitsforschung in den USA der älteste Forschungszweig der Textverständlichkeitsforschung. Anlass waren insbesondere die Bestrebungen, Schul-Lesebücher im Hinblick auf ihre Lesbarkeit objektiv und ökonomisch einschätzen zu können, um sie den jeweils angemessenen Klassenstufen zuordnen zu können. Für diesen Zweck wurde der Zusammenhang zwischen zahlreichen Textmerkmalen und dem Leseverstehen von Texten untersucht. Auf der Grundlage dieser Untersuchungen wurden ab Ende der 1920er Jahre sogenannte Lesbarkeitsformeln bzw. Lesbarkeitsindizes entwickelt. Diese sagen anhand der Verrechnung ausgewählter Textmerkmale (z. B. durchschnittliche Satzlänge, Anteil seltener Wörter) den Schwierigkeits- bzw. Lesbarkeitsgrad eines Textes vorher. Nach den Ergebnissen zahlreicher Lesbarkeitsstudien kommt der Wortschwierigkeit bei der Vorhersage des Leseverstehens die größte Bedeutung zu. Als sehr vorhersagestark erwies sich zudem die Messung der Satzschwierigkeit. Fast alle Formeln greifen bei der Berechnung der Lesbarkeit deshalb mindestens auf eine Variable der Wortschwierigkeit (v. a. Worthäufigkeit, Wortbekanntheit, Wortlänge) und mindestens eine Variable der Satzschwierigkeit (v. a. Satzlänge, Satzkomplexität) zurück.
Als ein weiteres wichtiges Ergebnis der Lesbarkeitsforschung gilt, dass ein Hinzufügen weiterer Faktoren, über jeweils einen erklärungsstarken Wort- und Satzfaktor hinaus, häufig keinen bedeutenden Erklärungszuwachs der Formel zur Folge hatte. Nach Chall und Dale kann dies anhand der Tatsache erklärt werden, dass die meisten Variablen der Wort- und Satzschwierigkeit eine hohe Korrelation untereinander aufweisen. Eine Variable misst also meistens die anderen möglichen Variablen indirekt mit. Nach dem Zipf'schen Gesetz sind beispielsweise häufig gebrauchte Wörter in der überwiegenden Mehrzahl auch kurze Wörter. Erklärt werden kann dieser Umstand durch das Prinzip des geringsten Aufwands: Lange Wörter oder Ausdrücke werden bei häufigem Gebrauch aufgrund dieses Prinzips einfach verkürzt (z. B. Auto statt Automobil). Dieser Umstand hat zur Folge, dass die Wortlänge zu einem großen Teil auch die Worthäufigkeit mitmisst. „Lesbarkeitsformeln, die sich auf Satz- und Wortlänge stützen, messen also aufgrund der vielen Interaktionen zwischen sprachlichen Entitäten indirekt wesentlich mehr, als in den Formeln direkt enthalten ist. Dies dürfte das eigentliche Geheimnis für den Erfolg der Lesbarkeitsformeln sein.“
Bekannte Beispiele von Lesbarkeitsformeln für englischsprachige Texte sind der Flesch-Reading-Ease, der Flesch-Kincaid-Grade-Level und der Gunning-Fog-Index. Ab Ende der 1960er Jahre bis in die 1980er Jahre wurden auch zunehmend speziell für die deutsche Sprache ausgelegte Formeln entwickelt (z. B. die Wiener Sachtextformeln), die allerdings häufig auf den Formeln der amerikanischen Forschung aufbauen. Das bekannteste Beispiel für eine aktuelle deutsche Lesbarkeitsformel ist der Hohenheimer Verständlichkeits-Index (HIX), der an der Universität Hohenheim in Zusammenarbeit mit der H+H CommunicationLab GmbH entwickelt wurde. Er wird u. a. von der Stiftung Warentest zur Bewertung der Verständlichkeit von Versicherungsbedingungen eingesetzt. Von der Universität Hohenheim wurde der Index bislang u. a. zur Prüfung der Verständlichkeit von Wahlprogrammen, Pressemitteilungen und Homepage-News der Bundestagsparteien, Politiker-Interviews, Bank-Unterlagen und Reden der CEOs aller DAX-30-Unternehmen eingesetzt.

### Hamburger Verständlichkeitskonzept
Erst in den 1970er Jahren kam es sowohl in Deutschland als auch in den USA zur Entwicklung komplexerer Ansätze. Deren Ziel war es, ein umfassenderes Modell der Verständlichkeit zu entwickeln. Nicht nur Wort- und Satzmerkmale, sondern beispielsweise auch Merkmale der Textgliederung und -organisation sowie der inhaltlichen Redundanz der Texte sollten miterfasst werden. In Deutschland erlangte insbesondere das sogenannte Hamburger Verständlichkeitskonzept große Bedeutung für Theorie und Praxis. Auf der Grundlage von Untersuchungen, bei denen zahlreiche Probanden unterschiedliche Texte anhand einer Reihe von Gegensatzpaaren beurteilen mussten (z. B. interessant / langweilig, stark gegliedert / wenig gegliedert, weitschweifig / aufs Wesentliche beschränkt) gelangten die Forscher zu vier zentralen Merkmalsdimensionen der Verständlichkeit: Einfachheit (syntaktisch-semantische Einfachheit), Gliederung / Ordnung (innere Folgerichtigkeit und äußere Übersichtlichkeit), Kürze / Prägnanz (inhaltliche Beschränkung auf das Wesentliche) und zusätzliche Stimulanz (Auslösung persönlicher Anteilnahme und Anregung).

### Interaktionaler Ansatz von Groeben
Fast zeitgleich mit der Entwicklung des Hamburger Verständlichkeitskonzepts brachte die deutsche Verständlichkeitsforschung ein weiteres Verständlichkeitskonzept hervor. Das Modell des Psychologen Norbert Groeben wird auch als der „interaktionale Ansatz“ der Textverständlichkeitsforschung bezeichnet. Textverständlichkeit wird nun als Interaktion zwischen Text und Leser verstanden und nicht mehr, wie noch in der Lesbarkeitsforschung und im Hamburger Verständlichkeitskonzept, als reine Texteigenschaft. Auch Groeben gelangt in seinem Konzept allerdings zu vier Dimensionen der Textverständlichkeit, die weitgehend mit den Dimensionen des Hamburger Verständlichkeitskonzepts übereinstimmen: sprachliche Einfachheit, semantische Kürze/Redundanz, kognitive Gliederung/Ordnung und stimulierender kognitiver Konflikt. Groeben interpretiert diese Übereinstimmung als Beleg dafür, dass „es sich bei den genannten vier Dimensionen um die relevantesten und relativ umfassenden Merkmalsbereiche der Textstruktur handelt“.

### Prozeduraler Ansatz von Kintsch u.a.
Das erste kognitionswissenschaftlich fundierte Konzept der Textverständlichkeit stammt von einer amerikanischen Forschergruppe um Walter Kintsch. Es wird auch als „prozeduraler Ansatz“ der Textverständlichkeitsforschung bezeichnet. Textverstehen wird in diesem Modell – ähnlich wie bei Groeben – als ein Prozess der aktiven Konstruktion einer kohärenten Bedeutungsstruktur angesehen, der auf der Interaktion zweier paralleler Verarbeitungsrichtungen beruht: der textgeleiteten und der wissensgeleiteten Verarbeitung. Der Leser konstruiert demnach aus den Sätzen bzw. Satzteilen eines Textes mentale Repräsentationen, sogenannte Propositionen. Diese propositionale Repräsentation eines Textes umfasst den unter der Textoberfläche (Buchstaben, Wörter, Satzzeichen) liegenden Ideen- oder Bedeutungsgehalt einer Mitteilung, die sogenannte Tiefenstruktur des Textes oder Textbasis. Textverstehen besteht nun darin, die Inhalte des Textes in einer kohärenten und textadäquaten Struktur zu repräsentieren. Ob dies gelingt, hängt nicht nur von Textmerkmalen ab (z. B. Kohärenz der Textbasis, Ideen- bzw. Propositionsdichte, Satz- oder Phrasenlänge), sondern auch von Lesermerkmalen (Verarbeitungsstrategie, Kapazität des Arbeits- und Kurzzeitgedächtnisses).

### Karlsruher Verständlichkeitskonzept
Das Karlsruher Verständlichkeitskonzept wurde von der Übersetzungswissenschaftlerin Susanne Göpferich entwickelt. Es wird von ihr auch als „kommunikationsorientiert-integrativer Ansatz zur Bewertung der Verständlichkeit von Texten“ bezeichnet. Das Konzept stellt laut Göpferich eine Weiterentwicklung des Hamburger Verständlichkeitskonzepts dar. Zentraler Kritikpunkt Göpferichs am Hamburger Verständlichkeitskonzepts ist dessen textzentrierte Perspektive. Im Gegensatz dazu stehen im Karlsruher Verständlichkeitskonzept insbesondere die Kommunikationssituation und die kommunikative Funktion des Textes im Vordergrund. Letzter entsteht aus der Kombination von Zweck, Adressat und Sender eines Textes. Bei der Entwicklung des Konzepts griff Göpferich auf Erkenntnisse aus Kognitionswissenschaft, Kommunikationstheorie, Instruktionspsychologie, Sprachwissenschaft und Semiotik zurück. Es kann somit – wie die Ansätze von Groeben und Kintsch – als theoretisch-deduktiver Ansatz bezeichnet werden.
Eine wichtige Neuerung des Karlsruher Verständlichkeitskonzepts stellt die Einführung mentaler Modelle in die Textverständlichkeitsforschung dar. Ein mentales Modell ist die Repräsentation eines Gegenstandes oder eines Prozesses im Bewusstsein eines Lebewesens. Nach Göpferich sind zwei mentale Modellen für die Textverständlichkeit relevant:
- Das mentale Denotatsmodell besteht aus den Gegenständen und Sachverhalten im Gedächtnis des Kommunikators, die dieser an seine Rezipienten anhand des Textes vermitteln will. Wenn etwa der Kommunikator viel mehr weiß als der Rezipient, dann muss der Kommunikator sein Denotatsmodell vereinfachen. Dazu lässt er zum Beispiel Details weg.
- Das mentale Konventionsmodell umfasst Standardformulierungen und Strukturvorgaben (z. B. Einleitung, Hauptteil, Schluss), die für die Textsorte typisch sind. Verletzt man solche Konventionen, wird der Text weniger gut verstanden.

Auch im Karlsruher Verständlichkeitskonzept wird zwischen verschiedenen Verständlichkeitsdimensionen unterschieden. Dabei übernimmt Göpferich die vier Verständlichkeitsdimensionen des Hamburger Verständlichkeitskonzepts und bezeichnet diese als Struktur (entspricht Gliederung / Ordnung), Simplizität (Einfachheit), Motivation (zusätzliche Stimulanz) und Prägnanz (Kürze / Prägnanz). Ergänzt werden diese vier Dimensionen um die beiden Dimensionen Korrektheit und Perzipierbarkeit.
Laut Göpferich ist es sehr wahrscheinlich, dass in der Kommunikation eines Textes Fehler vorkommen. Die Korrektheit eines Textes ist beispielsweise beeinträchtigt, wenn der Kommunikator das Vorwissen des Rezipienten überschätzt und ein zu komplexes Denotatsmodell zu vermitteln versucht. Ein weiteres Beispiel wäre ein Verstoß gegen das mentale Konventionsmodell. Mit der Dimension Perzipierbarkeit führt Göpferich den Aspekt der Leserlichkeit in ihr Verständlichkeitskonzept ein. Allerdings geht der Begriff der Perzipierbarkeit über klassische Aspekte der Leserlichkeit wie Schriftart, Schriftgröße und Satzbreite hinaus und beinhaltet auch die Unterstützung des Textes durch Aufzählungen und Abbildungen.

### Gemeinsamkeiten und Unterschiede zwischen den Ansätzen
Das Hamburger Verständlichkeitskonzept lässt sich, ebenso wie die Lesbarkeitsforschung, der Gruppe der empirisch-induktiven Konzepte der Textverständlichkeitsforschung zuordnen. Bei beiden Ansätzen werden aus einer ursprünglich relativ großen, plausibilitätsgestützten Auswahl unterschiedlichster Variablen die zentralen Verständlichkeitsfaktoren durch empirische Erhebungen und anschließende statistische Auswahl- bzw. Verdichtungsverfahren (induktiv) gewonnen.
Im Gegensatz dazu leiten die theoretisch-deduktiven Ansätze von Groeben, Kintsch u. a. sowie Göpferich die Verständlichkeitsvariablen von bestehenden Verstehenstheorien ab (Deduktion). Anschließend überprüfen sie diese theoriegestützte Variablenauswahl empirisch, um zu den zentralen Verständlichkeitsfaktoren zu gelangen. Diese Vorgehensweise führt auch zu einer zusätzlichen Einbeziehung von Leser- und Situationsmerkmalen, während sich die beiden empirisch-induktiven Ansätze durch ihre Konzentration auf Textmerkmale kennzeichnen lassen. Der prozedurale Ansatz von Kintsch u. a. sowie der kommunikationsorientiert-integrative Ansatz von Göpferich unterscheiden sich schließlich von den anderen, stark anwendungsbezogenen Ansätzen durch den Schwerpunkt auf der Theorieentwicklung. Das zentrale Ziel ist hier die Entwicklung theoretisch möglichst präziser Modelle des Textverstehens und darauf aufbauender Konzeptionen der (personen- bzw. situationsspezifischen) Textverständlichkeit. Das Anliegen der übrigen Ansätze besteht hingegen darin, möglichst allgemeingültige und praktikable Regeln zur Textoptimierung zu entwickeln.

### Dilemmata der Textverständlichkeitsforschung
Der Vergleich der hier aufgeführten Verständlichkeitskonzeptionen lässt einige Dilemmata innerhalb des Forschungsbereichs erkennen. Ein zentrales Dilemma stellt nach Christmann der Widerspruch zwischen Praktikabilität und Präzision dar: „In den Fällen, in denen Textmerkmalsbeschreibungen relativ präzise, ausdifferenziert und potentiell erklärungskräftig sind, sind sie unökonomisch; in denjenigen Fällen, in denen sie ökonomisch, technologisch umsetzbar und anwendungsrelevant sind, sind sie unpräzise.“
Aus der Leser-Text-Interaktion ergibt sich nach Tauber das zweite wichtige Dilemma der Verständlichkeitsforschung: „Führt das Leser-Text-Interaktions-Postulat zu einer Unmöglichkeit der Vorhersage, weil für jeden Leser ein anderes Verständlichkeitskonzept gilt?“ Mit anderen Worten: Angesichts der Vielzahl an Faktoren, die einen potenziellen Einfluss auf die Textverarbeitung haben, kann derselbe Text beliebig viele „Verständlichkeiten“ annehmen. Und zwar je nachdem, zwischen welchen Kommunikationsteilnehmern er ausgetauscht wird, über welchen Kanal und in welcher Situation dies geschieht.
Ein drittes Dilemma stellt schließlich die Einbeziehung des Themeneinflusses dar. Dieser Aspekt wird von keinem der hier aufgeführten Verständlichkeitsmodelle berücksichtigt. So kommt Mrazek in einer Untersuchung zu der Feststellung, dass, sobald die Semantik von Texten berücksichtigt und mit dem Vorwissen und Interesse der Rezipienten verknüpft wird, die formalen Textfaktoren stark an Einfluss verlieren.
Weitere Schwierigkeiten ergeben sich aufgrund der Widersprüche zwischen den unterschiedlichen Verständlichkeitsdimensionen. So stellen z. B. Bayer und Seidel fest, „daß – ein Mindestmaß an inhaltlicher Komplexität vorausgesetzt – die Forderung nach Einfachheit und Stimulanz mit der nach Übersichtlichkeit und Kürze unvereinbar ist.“ Eng verbunden mit diesem Widerspruch ist zudem die Frage nach möglicherweise negativen Konsequenzen einer Verständlichkeitsmaximierung: „Die in Richtung auf größtmögliche Verständlichkeit optimierten Texte, die Langer, Schulz v. Thun und Tausch in ihrem Buch präsentieren, wirken auf geübte Leser penetrant belehrend, gerade in ihrer Einfachheit umständlich und bis zu einem gewissen Grad künstlich.“
Abschließend sollte nicht unerwähnt bleiben, dass eine Optimierung der Textverständlichkeit in bestimmten Kontexten leicht in Widerspruch zu anderen, ebenfalls erstrebenswerten Zielen der Textoptimierung geraten kann. So verweist Wolf Schneider in seinem Stil-Ratgeber Deutsch für Profis auf den Umstand, dass verständliches und „gutes Deutsch“ sich nur bis zu einem gewissen Grad vereinbaren lassen. Denn bestimmte Merkmale einer interessanten, abwechslungsreichen und unverwechselbaren Sprache senken zweifellos deren Verständlichkeit. Hierzu zählt beispielsweise ein großer Wortschatz mit vielen verschiedenen Wörtern, unverbrauchte Begriffe, Sprachbilder und Metaphern, sowie ein gewisser Grad an Ironie.

## Hohenheimer Modell der Textverständlichkeit

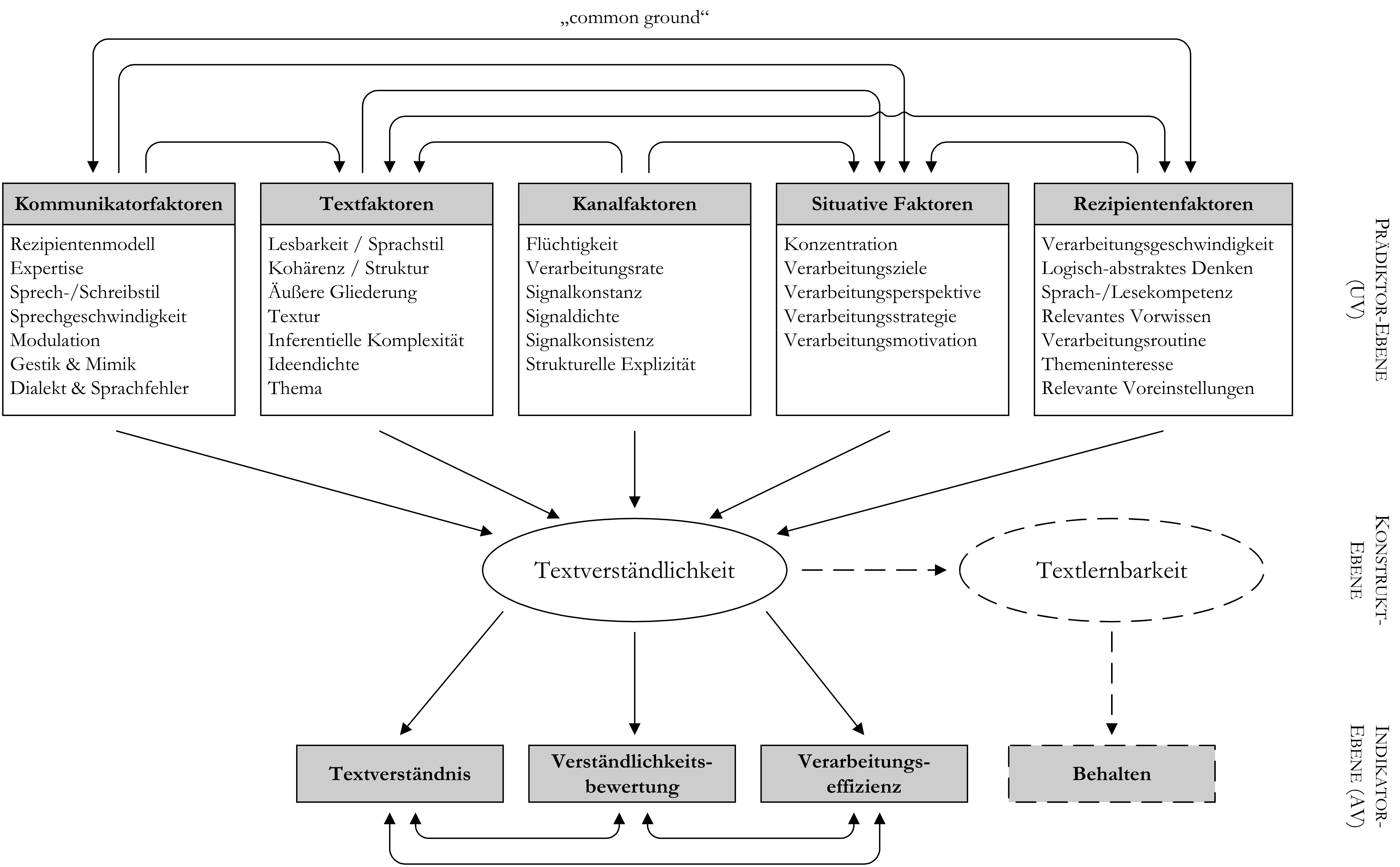
Hohenheimer Modell der Textverständlichkeit

Auf der Grundlage der oben beschriebenen Ansätze der Textverständlichkeitsforschung wurde an der Universität Hohenheim ein umfassendes Modell der Textverständlichkeit entwickelt. Ausgangspunkt der Modellentwicklung ist die Unterscheidung von Prädiktor-, Konstrukt- und Indikatorebene.
Auf der Prädiktorebene befinden sich diejenigen Faktoren bzw. Faktorenkomplexe, die die Textverständlichkeit bedingen. Hierzu zählen Kommunikator- und Textmerkmale, Kanaleigenschaften, Rezipientenmerkmale und situative Faktoren. Die Textverständlichkeit selbst wird in diesem Modell als ein latentes, d. h. nicht direkt messbares Konstrukt angesehen (Konstruktebene), das von den Prädiktoren beeinflusst wird.
Diese Textverständlichkeit führt wiederum zu bestimmten Verarbeitungsreaktionen bei den Textrezipienten, die auch als Indikatoren für die Textverständlichkeit bezeichnet werden können (Indikatorebene). Hierzu zählen das Textverständnis, die Verarbeitungseffizienz und die Verständlichkeitsbewertung. Textverständlichkeit wird als vermittelndes Konstrukt verstanden, das nur indirekt messbar ist. Ein Unterschied zu Groeben ist: Im Hohenheimer Textverständlichkeitsmodell vermittelt die Textverständlichkeit nicht nur zwischen Text und Leser, sondern zwischen sämtlichen Verständlichkeitsfaktoren und Rezipientenreaktionen.

### Verständlichkeitsprädiktoren
Zu den Textmerkmalen zählen im Hohenheimer Textverständlichkeitsmodell unter anderem:
- die Wort- und Satzschwierigkeit,

- die innere Kohärenz,
- die Unterstützung der inneren Struktur durch die äußere Gliederung,
- die Ideendichte,
- die inhaltliche Redundanz und
- der Themeneinfluss.

Verständnisrelevante Rezipienteneigenschaften sind einerseits die kognitiven Merkmalen (z. B. Fähigkeit zum logisch-abstrakten Denken, Sprachkompetenz, relevantes Vorwissen) und andererseits die affektiven Rezipientenmerkmalen (z. B. Voreinstellung zum jeweiligen Kommunikator und Thema des Textes).
Verständlichkeitsrelevante Kommunikatormerkmale sind:
- die Vorstellung, die der Kommunikator von den Rezipienten hat (sog. Rezipientenmodell),
- der individuelle Sprech- oder Schreibstil jedes Kommunikators,
- (je nach Kommunikationskanal) die Prosodie, der Dialekt und eventuelle Sprachfehler des Kommunikators (je nach Kommunikationskanal).

Wichtige situative Faktoren sind die Konzentration, die Verarbeitungsziele, -perspektiven und -strategien sowie die Verarbeitungsmotivation.
Bei den verständlichkeitsrelevanten Merkmalen des Kommunikationskanals handelt es sich schließlich um:
- die Flüchtigkeit der Sprache (geschriebener oder gesprochener Text?),
- die Verarbeitungsrate (vorgegeben oder selbstbestimmt?),
- die Signalkonstanz (eindeutige Buchstaben- und Wortsegmentierung oder uneindeutige Lautsegmentierung?),
- die Signaldichte (Kombination von auditiven und visuellen Signalen oder rein auditive bzw. textuelle Signale),
- die Signalkonsistenz (eindeutige Signale bei auditiver und textueller Rezeption oder eventuell widersprüchliche Signale bzw. Text-Bild-Schere bei audiovisueller Rezeption?)
- sowie die strukturelle und pragmatische Explizität (optische Gliederungshinweise bei gedruckten Texten, prosodische und mimisch-gestische Hinweise auf non-verbale Informationen bei gesprochener Sprache).

Zwischen den unterschiedlichen Verständlichkeitsprädiktoren bestehen zahlreiche Wechselwirkungen. Ein einfaches Beispiel hierfür ist die Wortschwierigkeit, die jeweils von der Einzelperson abhängt. Sie hängt stark vom Vorwissen des Rezipienten im jeweiligen Themenbereich ab. So führen Fachwörter für die Experten eines Fachgebiets zu keinerlei Verständnisschwierigkeiten, während sie für Laien teilweise unüberwindliche Verständlichkeitshürden darstellen.
Auch zwischen den Rezipientenfaktoren und den situativen Faktoren kommt es zu Interaktionen: Beispielsweise haben das generelle Interesse am Thema eines Textes Einfluss darauf, wie gut der Rezipient sich konzentrieren kann und welche Verarbeitungsziele und -strategien er hat. Gleichzeitig werden diese situativen Faktoren jedoch auch von den Eigenschaften des Kommunikators, des Textes und des Übertragungskanals beeinflusst. So wirken sich die Gruppenzugehörigkeit des Kommunikators und das Thema des Textes auf die situative Konzentration und Verarbeitungsmotivation des Rezipienten aus. Darüber hinaus besteht auch eine verständlichkeitsrelevante Wechselwirkung zwischen Kommunikatorfaktoren und Rezipientenfaktoren: Aus der Übereinstimmung der Expertise des Kommunikators mit dem relevanten Vorwissen des Rezipienten ergibt sich das geteilte Wissen bzw. der „Common Ground“ beider Kommunikationspartner, der den möglichen Verständigungsgrad vorgibt.

### Verständlichkeitsindikatoren
Die Textverständlichkeit wird im Hohenheimer Textverständlichkeitsmodell als latentes, d. h. nicht direkt messbares Konstrukt betrachtet. Um dieses zumindest indirekt erfassbar zu machen, können drei zentrale Verständlichkeitsindikatoren unterschieden werden: das Textverständnis, die Verarbeitungseffizienz und die Verständlichkeitsbewertung. Diese drei Dimensionen wurden in der Verständlichkeitsforschung immer wieder als Indikatoren der Textverständlichkeit untersucht, um so Rückschlüsse auf die relevanten bzw. wirkungskräftigsten Verständlichkeitsprädiktoren ziehen zu können.
Das Textverständnis entsteht durch die kognitive Textverarbeitung. Ziel jedes Rezipienten ist dabei die adäquate und kohärente mentale Bedeutungsrepräsentation des verarbeiteten Textes. Für den Verständlichkeitsindikator der Verarbeitungseffizienz wird auch der jeweilige kognitive Aufwand (z. B. Lesedauer) mit einbezogen, der nötig ist, um eine bestimmte Bedeutungsrepräsentation herzustellen. Auch wenn zwei Rezipienten denselben Verständnisgrad erreichen, kann sich ihre Verarbeitungseffizienz durchaus unterscheiden, je nachdem, wie viel kognitiver Aufwand nötig war, um das Textverständnis zu erzielen.
Textverständnis und Verarbeitungseffizienz sollen möglichst objektive Indikatoren von Rezeptionsprozess und -ergebnis sein. Die Verständlichkeitsbewertungen der Rezipienten sollen hingegen erfasst werden, um die subjektive Verständlichkeitswahrnehmung abzubilden. Allgemein dürften Verständlichkeitsbewertungen stark vom Textverständnis und von der Verarbeitungseffizienz beeinflusst werden. Mrazek hat aber herausgefunden, dass „das Verständlichkeitsrating durch wesentlich andere Faktoren beeinflusst wird als objektive Verständnismaße“. Deshalb sei eine analytische und methodische Trennung dieser Indikatoren sinnvoll.
Ein anderer, häufig verwendeter Indikator ist das Textbehalten. Dieser wurde jedoch nicht ausdrücklich ins Modell aufgenommen. (Darum erscheint er in der Abbildung nur gestrichelt.) Nach Kercher ist das Behalten dem verwandten, aber keinesfalls deckungsgleichen Prozess des Lernens von Textinhalten zuzuordnen, das vom Verstehen eines Textes analytisch abzugrenzen ist. „Man kann (...) Sätze behalten, die man nicht verstanden hat, und man kann Sätze verstehen, sie aber trotzdem vergessen.“ Das Behalten ist demnach nicht auf das Verstehen angewiesen: Eine bloße Wiederholung nichtverständlicher Textinhalte kann für das Behalten ausreichen. Das Verständnis von Textinhalten kann somit zwar nicht als notwendige, sicherlich jedoch als förderliche oder erleichternde Bedingung für das Behalten dieser Textinhalte bezeichnet werden. Denn je besser ein Text verstanden wird, desto eher führt das Textverstehen zum Textlernen und das Textlernen zum Behalten.

### Praktische Anwendung des Modells
Ziel des Hohenheimer Textverständlichkeitsmodells ist eine möglichst umfassende Darstellung möglicher Einflussfaktoren und Messmöglichkeiten der Textverständlichkeit. Auf dieser Grundlage müsse dann vor dem jeweiligen Untersuchungsgegenstand bzw. der jeweiligen Forschungsfrage entschieden werden, welche Verständlichkeitsprädiktoren und -indikatoren in die Untersuchung einbezogen (d. h. variiert) werden und welche ausgeklammert bzw. nur kontrolliert oder konstant gehalten werden. So beschränkt sich Kercher in seiner eigenen Untersuchung der Verständlichkeit von Politikersprache auf die drei Prädiktorkomplexe Textfaktoren (Lesbarkeitsformeln und -parameter), Kanalfaktoren (Darbietungsmodalität: textuell/auditiv/audio-visuell) und Rezipientenfaktoren (z. B. Bildung, Sprachkompetenz, politisches Wissen).
Auf der Indikatorenebene hingegen werden – mit folgender Begründung – alle drei herausgearbeiteten Indikatoren in die Untersuchung einbezogen: „Solange es nicht den einen Indikator für Textverständlichkeit gibt (und solch einen Indikator wird es sicherlich nie geben), gilt es, das Phänomen so gut wie möglich mittels unterschiedlicher und bewährter Indikatoren einzukreisen.“

## Regeln für gute Textverständlichkeit

### Allgemeine Regeln
Es gibt zahlreiche Stil-Ratgeber und -Regelwerke, in denen auch Regeln zur Verständlichkeit enthalten sind. Besonders bekannt und nach wie vor aktuell ist beispielsweise die Stilfibel von Ludwig Reiners aus dem Jahr 1951, die mittlerweile in der 35. Auflage erscheint. Sehr erfolgreich sind zudem die verschiedenen Stil-Ratgeber von Wolf Schneider, z. B. Deutsch für Profis oder Deutsch für Kenner. Solche Stil-Ratgeber beziehen sich allerdings nicht nur auf die Verständlichkeit von Texten. Fast immer handelt es sich um allgemeine Ratgeber für gutes Schreiben, in denen Verständlichkeit nur ein Aspekt unter vielen ist. Dies führt häufig dazu, dass es zu Widersprüchen zwischen den einzelnen Regeln kommt. So verstößt beispielsweise die Regel „Wiederholungen vermeiden“, die häufig als Aspekt eines guten, lebendigen Schreibstil angesehen wird, meistens gegen eine Optimierung der Verständlichkeit. Im Folgenden werden deshalb die gängigsten Regeln für verständliche Texte aufgeführt, wobei zu berücksichtigen ist, dass diese teilweise mit Regeln für „gute“, lebendige oder abwechslungsreiche Texte kollidieren:
- Kurze und einfache Sätze bilden, Schachtelsätze vermeiden
- Einfache, geläufige und konkrete Wörter verwenden, Fremd- und Fachwörter sowie Anglizismen und abstrakte Begriffe (enden häufig auf -heit oder -keit) vermeiden oder (notfalls) erklären
- Abkürzungen vermeiden oder erklären
- Passivkonstruktionen vermeiden
- Nominalisierungen (substantivierte Verben oder Adjektive, die häufig auf -ung enden) vermeiden
- Text gut gliedern, sowohl inhaltlich (roter Faden, klare Bezüge) als auch optisch (z. B. Zwischenüberschriften, Aufzählungen)
- Kein Expertenwissen voraussetzen (z. B. Erläuterungen anhand von Info-Kästen)
- Wenn möglich: Verständlichkeit durch Abbildungen unterstützen
- Und zuletzt die „goldene Regel“ von George Orwell: Ignorieren Sie jede der soeben genannten Regeln, bevor Sie dadurch ein Sprachungetüm erschaffen (Break any of these rules sooner than say anything outright barbarous).[54]

### Journalistische Texte
In Bezug auf journalistische Texte wird häufig auf die Verständlichkeitsregeln von Walther von La Roche verwiesen:
1. Bringen Sie nur, was Sie selbst verstanden haben.
2. Berichten Sie anschaulich.
3. Berichten Sie genau.
4. Nennen Sie Namen.
5. Erzählen Sie die Vorgeschichte.
6. Zeigen Sie Zusammenhänge auf.
7. Wiederholen Sie, wenn Sie befürchten müssen, der Leser, Hörer oder Zuschauer habe bereits ein Detail vergessen, das Sie an früherer Stelle genannt haben und das er jetzt im Kopf haben müsste, um die gegenwärtige Stelle voll zu verstehen.
8. Suchen Sie nach dem treffenden Wort.
9. Verwenden Sie das richtige Wort.
10. Seien Sie vorsichtig mit Metaphern.
11. Lexikalische Varianz ist eher schädlich.
12. Vermeiden Sie Behörden-Deutsch.
13. Verbannen Sie den Blähstil.
14. Vermeiden Sie Gleichklang und Zusammenstoß.
15. Geizen Sie mit Fremdwörtern.
16. Erklären Sie Begriffe und Abkürzungen.
17. Bilden Sie kurze Sätze.
18. Bevorzugen Sie das Aktiv.
19. Respektieren Sie Rechtschreibung und Grammatik.
20. … und achten Sie auf die Satzzeichen.

### Geschäftstexte
Allgemeine Regeln sind, wie die Bezugnahme auf Stil-Ratgeber zeigt, eher auf anspruchsvolle Texte denn auf Gebrauchstexte ausgerichtet. Bei Gebrauchstexten, und somit bei Geschäftstexten, treten einige derjenigen Regeln zurück, die auf guten Stil ausgerichtet sind.
Beispielsweise ist es weniger wichtig, dass Wörter kurz sind. Metaphern sollten vermieden werden; der starke Konjunktiv ist nicht nötig, „würde“ reicht. Rückbezüge können dadurch ersetzt werden, dass man Substantive wiederholt.
Geschäftstexte können eher auf den Adressaten(kreis) ausgerichtet werden:
- Respektvoll schreiben, dabei paraverbale und nonverbale Informationen bedenken.
- Verschiedene Verständnisniveaus der Adressaten berücksichtigen (beispielsweise den eigentlichen Adressaten als Fachmann, dessen Vorgesetzten eher als Laien).
- Geschäftstexte sollen sehr klar aussagen, um was es geht, insbesondere um welche Leistungen bei Verträgen
- Nicht als Nichtjurist juristisch schreiben (was wahrscheinlich unklar oder falsch wäre).
- Einheitliche Begriffe verwenden, gegebenenfalls Wörter wiederholen.
- Konkret schreiben, um den Interpretationsspielraum möglichst gering zu halten.
- Für Auftragnehmer: nüchtern/schlicht schreiben, also nicht viel versprechend.
- Relativsätze und Adjektive das lassen, was sie sind, nämlich Beschreibungen; wichtige Aussagen in einen neuen Satz aufnehmen.
- Den Text bei Verträgen darauf ausrichten, dass man vom anderen Vertragspartner etwas haben will

### Texte im Web
Gerade bei Texten im Web ist eine maximale Textverständlichkeit von besonderer Bedeutung. Denn im Web wird anders gelesen als bei gedruckten Texten:
- Am Bildschirm liest man 25 Prozent langsamer als in einem Printtext.
- Man liest in ungewohnter Haltung.
- Websites werden von 70–80 Prozent der User nicht gelesen, sondern eilig überflogen – gescannt. Vieles wird einfach weggelassen – besonders wenn Leser gezielt nach bestimmten Informationen suchen.
- Nur hervorstechende Infos wie Überschriften, Fettgedrucktes, Listen und Fotos werden beachtet.
- 50 Prozent der angebotenen Informationen werden nicht wahrgenommen.
- Die Anzahl der Blickbewegungen ist im Vergleich zum traditionellen Lesen um 60 Prozent reduziert.
- Beachtet wird nur, was Aufmerksamkeit weckt.

Bewährt haben sich für Webtexte folgende Verständlichkeitsregeln:
- Das Wichtigste an den Anfang
- Nur ein Gedanke pro Satz
- Etwa 7 bis 11 Wörter pro Satz
- Verben statt Nominalstil (Nomen auf -ung, -keit, -heit, -ät, -ion, -ive, -ismus möglichst vermeiden)
- Verwendung allgemeinverständlicher Wörter
- Berücksichtigung des Vorwissens und Anknüpfen an Bekanntes (Verzicht auf Wörter, die für die Zielgruppe unverständlich, fremd oder ungewohnt sind)
- Ersetzen von Nebensätzen durch Hauptsätze (wo man im Printbereich ein Komma setzt, sollte bei Online-Texten ein Punkt gesetzt werden)
- Verzicht auf Stolpersteine, wie Einschübe, Klammern, Abkürzungen, ungewohnte Schriftbilder
- Steigerung der Lesegeschwindigkeit durch Kürze, Voranstellen wichtiger Fakten, verständliche Sprache und Unterteilung des Textes in kleine Portionen
- Bildhafte Sprache durch Metaphern, Bilder und Beispiele
- Anglizismen sind eher geeignet (Beispiel: „Link“ ist besser als „Verknüpfung“)
- Viele Absätze mit Überschriften
- Viel Weißraum
- Wichtige Aussagen fett oder farblich hervorheben
- Texte sollten max. zwei Bildschirmseiten lang sein; in thematische Blöcke aufteilen
- Links sollten am Ende und nicht mitten im Text stehen (Ausnahme: Worterklärungen)
- Redundante Links vermeiden (wie z. B. „mehr“, „weiter“) und unklare Ziele (klicken Sie hier)
- Standardschriftarten verwenden (Arial, Helvetica, Verdana bzw. Schriftfamilie: sans-serif)

### Verwaltungssprache
Im Rahmen der Klartext-Initiative der Universität Hohenheim, die dazu dienen soll, die Verwaltungssprache der Universität freundlicher und verständlicher zu machen, wurden folgende Regeln aufgestellt:
- Sprechen Sie den Leser persönlich, freundlich und offen an. Erklären Sie Verwaltungshandlungen, verzichten Sie auf Amts- oder Befehlston.
- Meiden Sie das Passiv, wann immer Sie können. Wenn Sie die Handelnden kennen, machen Sie sie zum Subjekt des Satzes.
- Benutzen Sie keine Verneinungen, wenn es ein positives Wort gibt. Und vermeiden Sie doppelte Verneinungen ganz.
- Verwenden Sie möglichst einfache und bekannte Begriffe. Ersetzen Sie ein Fremd- oder Fachwort wenn möglich durch ein übliches deutsches Wort. Dasselbe gilt für vermeidbare Anglizismen (z. B. Location, Challenge).
- Knacken Sie Bandwurm-Wörter. Schreiben Sie „Anerkennung von Prüfungsleistungen“ statt „Prüfungsleistungsanerkennung“. Falls sich ein Wort nicht gut teilen lässt, helfen Bindestriche für eine bessere Lesbarkeit (z. B. „Bachelor-Studierende“ statt „Bachelorstudierende“). Das sieht die neue Rechtschreibung sogar so vor.
- Erklären Sie unverzichtbare Fachbegriffe und unbekannte Abkürzungen bei der ersten Verwendung in Klammern oder in einem eigenen Satz.
- Verwenden Sie so wenig Substantive und „schwache“ Verben wie möglich. Schwach sind Verben wie erfolgen, durchführen oder betreffen. Starke Verben sind aktiv, konkret und aussagekräftig.
- Konzentrieren Sie sich auf das Wesentliche. Streichen Sie unnötige Füllwörter. Verzichten Sie auf unwichtige Detailinformationen.
- Stellen Sie eindeutige Bezüge zwischen Wörtern, Satzteilen und Sätzen her. Verwenden Sie insbesondere eine einheitliche Wortwahl. Verzichten Sie möglichst auf „zerrissene“ (zweiteilige) Verben. Prüfen Sie am Ende noch einmal alle Bezüge (v. a. nach Kürzungen oder Änderungen).
- Knacken Sie Bandwurm-Sätze. Kürzen oder teilen Sie Sätze, die länger als 20 Wörter sind. Zwischen Subjekt und Prädikat (sowie den zwei Teilen eines Prädikats) sollten nicht mehr als sechs Wörter stehen.
- Achten Sie auf eine klare Struktur. Ein gut strukturierter Text besteht aus einem Hauptteil, der einem erkennbaren roten Faden folgt (Zwischenüberschriften, Hervorhebungen). Einstieg und Schluss sind besonders leicht verständlich. Bei Aufzählungen empfehlen sich Listen, in denen Sie die einzelnen Punkte untereinander anordnen.
- Stellen Sie Gesetze ans Ende. Rechtsquellen sollten in Klammern ans Ende eines Satzes gestellt werden, um den Lesefluss nicht zu behindern.
- Verzichten Sie auf Beamten- und Kanzleideutsch. Schreiben Sie „informieren“ statt „in Kenntnis setzen“, schreiben Sie „trotz“ statt „ungeachtet“. Verzichten Sie auf bürokratische Abkürzungen wie „a.a.O.“, „i.H.v.“, „u.A.w.g.“, „i.d.F.“, „i.V.m.“ oder „i.S.d.G.“.

Ähnliche Verständlichkeitsinitiativen wie die der Universität Hohenheim gab es auch vom Landkreis Harburg in Niedersachsen und im Kreis Soest in Südwestfalen. Auch im Rahmen dieser Projekte wurden Regelwerke für die Verwaltungsmitarbeiter entwickelt und anschließend veröffentlicht.

### Regeln zur optimalen Satzlänge
Zur optimalen Satzlänge finden sich zahlreiche Angaben bzw. Vorgaben in der Ratgeber-Literatur:
| Wörter pro Satz | Angabe bzw. Vorgabe (mit Quelle) |
| --------------- | --- |
| 3–9             | Spannbreite dessen, was ein deutscher Durchschnittsleser in einer Verarbeitungseinheit von 3 Sekunden liest                                                                             |
| 9               | Obergrenze der optimalen Verständlichkeit laut dpa |
| 12              | Obergrenze für kurze Sätze nach Björnsson |
| 7–14            | Spannbreite der „Sinnschritte“ in alltäglicher Rede bzw. Spannbreite dessen, was in der „Gegenwartsdauer“ des Kurzzeitgedächtnisses (ca. 6 Sekunden) an Wörtern übermittelt werden kann |
| 10–15           | Empfohlene Satzlänge für geschriebene Sprache nach Seibicke |
| 12              | Durchschnittliche Satzlänge in der BILD-Zeitung |
| 12–15           | Mehrzahl der Sätze in geschriebener Sprache nach Seibicke |
| 13              | Obergrenze für Hörfunknachrichten nach Weischenberg |
| 15              | Obergrenze für Printnachrichten nach Weischenberg |
| 17              | Durchschnittliche Satzlänge im Johannes-Evangelium und in den Buddenbrooks von Thomas Mann                                                                                              |
| 18              | Obergrenze der Leichtverständlichkeit nach Reiners, Obergrenze für Journalisten nach Sturm & Zirbik                                                                                     |
| 20              | Obergrenze des Erwünschten bei der dpa |
| 30              | Obergrenze des Erlaubten bei der dpa |
| 31              | Durchschnittliche Satzlänge im Dr. Faustus von Thomas Mann |